# Collinsville (Illinois)
Pour les articles homonymes, voir Collinsville.
Collinsville est une ville de l'Illinois, située dans le comté de Madison et partiellement dans le comté de Saint Clair aux États-Unis. Elle comptait 24 707 habitants en 2000.
Elle comprend le site précolombien de Cahokia.

## Personnalités
Tom Jager, double champion olympique de natation, est né à Collinsville en 1964.

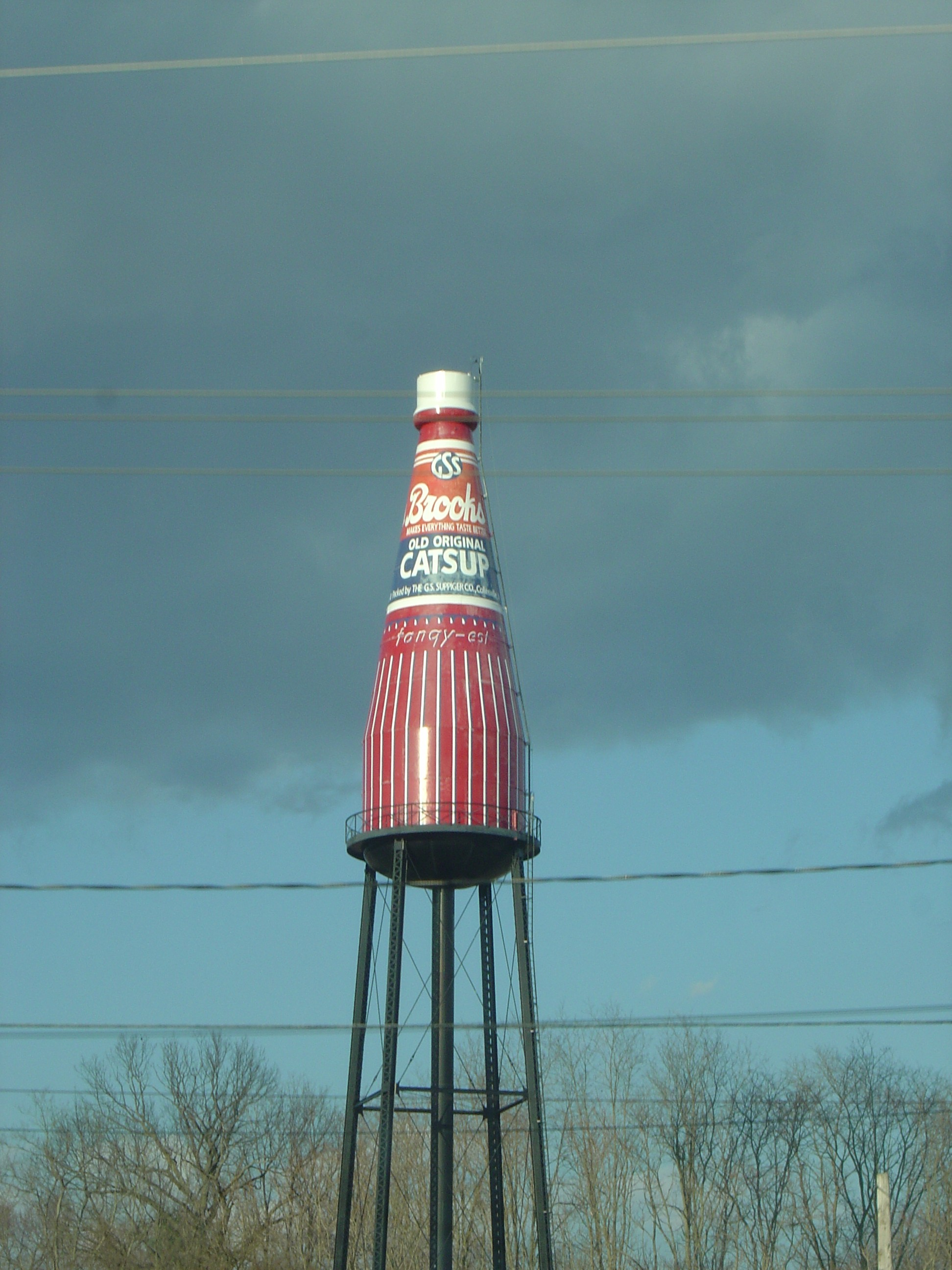
Château d'eau en forme de bouteille de Ketchup à Collinsville